# تلعمري
تلعمري قرية سورية تتبع ناحية عين النسر في منطقة حمص في محافظة حمص. بلغ عدد سكانها 895 نسمة في عام 2004 حسب إحصاء المكتب المركزي للإحصاء.